# Zbegu
Zbegu – wieś w Rumunii, w okręgu Caraș-Severin, w gminie Cornereva. W 2011 roku liczyła 150 mieszkańców. 